# Rue Jean-Rey
La rue Jean-Rey est une rue du quartier de Grenelle du 15e arrondissement de Paris.

## Situation et accès
La rue Jean-Rey est une voie publique située dans le 15e arrondissement de Paris. Longue de 270 mètres, elle commence au 16, avenue de Suffren et se termine au 101, quai Branly.
Le quartier est desservi par la ligne 6 à la station Bir-Hakeim et par la ligne C du RER, à la gare du Champ de Mars - Tour Eiffel.

## Origine du nom
La rue porte le nom de l'ingénieur civil des mines, membre de l'Institut (division des applications de la science à l'industrie, Académie des sciences) et président de l'Académie de marine Jean Rey (1861-1935), l'usine Sautter-Harlé (aujourd'hui disparue) qu'il dirigea étant proche (au 20, avenue de Suffren).

## Historique
Cette voie est ouverte à la faveur des aménagements urbains accompagnant l'organisation de l'Exposition internationale, à l'emplacement d'infrastructures supprimées de l'ancienne gare du Champ de Mars, et prend sa dénomination actuelle en 1937.

## Bâtiments remarquables et lieux de mémoire
- Début de la rue, côté impair : entrée arrière des locaux parisiens et siège du Centre d'information et de documentation jeunesse (CIDJ), dont l'entrée principale est au 101, quai Branly.
- La rue longe le stade Émile-Anthoine.
- No 4 : ambassade d'Australie en France, un ensemble de deux bâtiments construits de 1975 à 1977, dont l'un héberge aussi l'Agence internationale de l'énergie, organisation internationale rattachée à l'OCDE (mais bien que partageant un même édifice, l'adresse officielle de cette agence n'est pas celle de l'ambassade, mais au 9, rue de la Fédération, la voie longeant le sud du site).
- No 9 : centre sportif Émile-Anthoine.
- No 16 : siège de l'Union internationale des chemins de fer, association internationale représentant au niveau mondial les entreprises ayant une activité dans le domaine du chemin de fer.
- No 20 : hôtel Mercure Paris centre Tour Eiffel (établissement quatre étoiles du groupe hôtelier AccorHotels).
- No 22 : entrée de l'hôtel Pullman Paris Tour Eiffel (établissement quatre étoiles du groupe hôtelier AccorHotels), mais son adresse officielle est au 18, avenue de Suffren.